# Fetichismo por látex e PVC

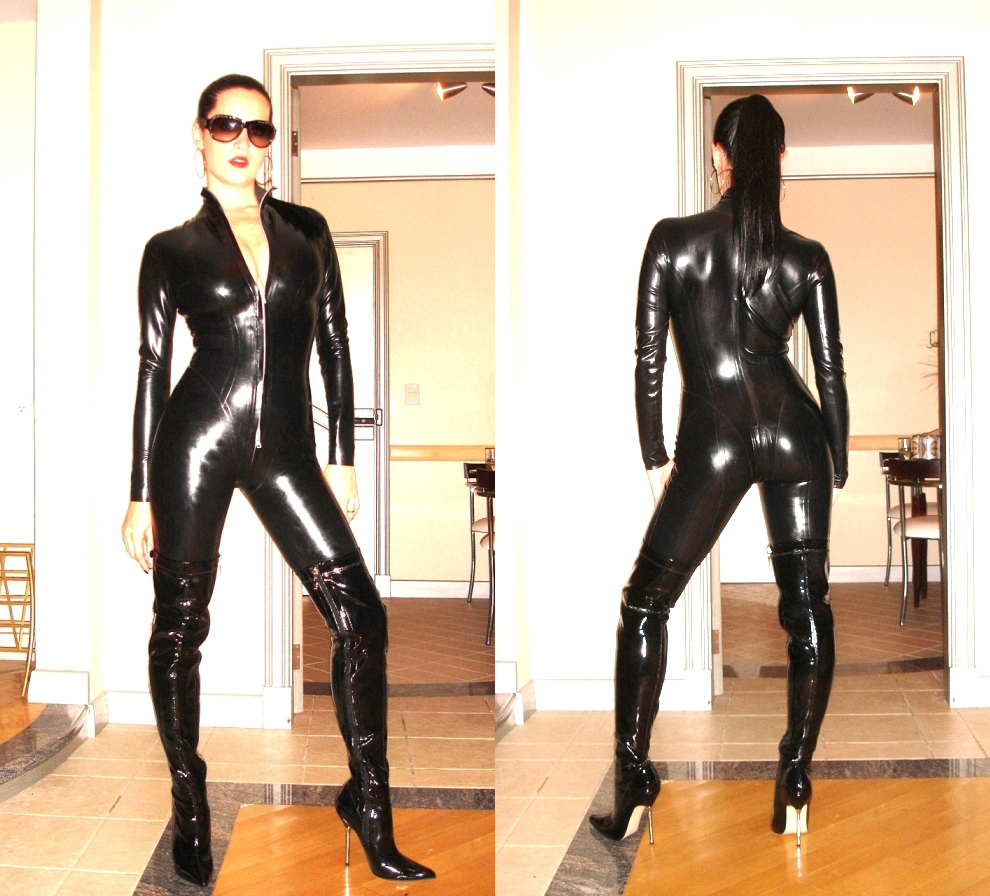
Mulher com um catsuit de látex.

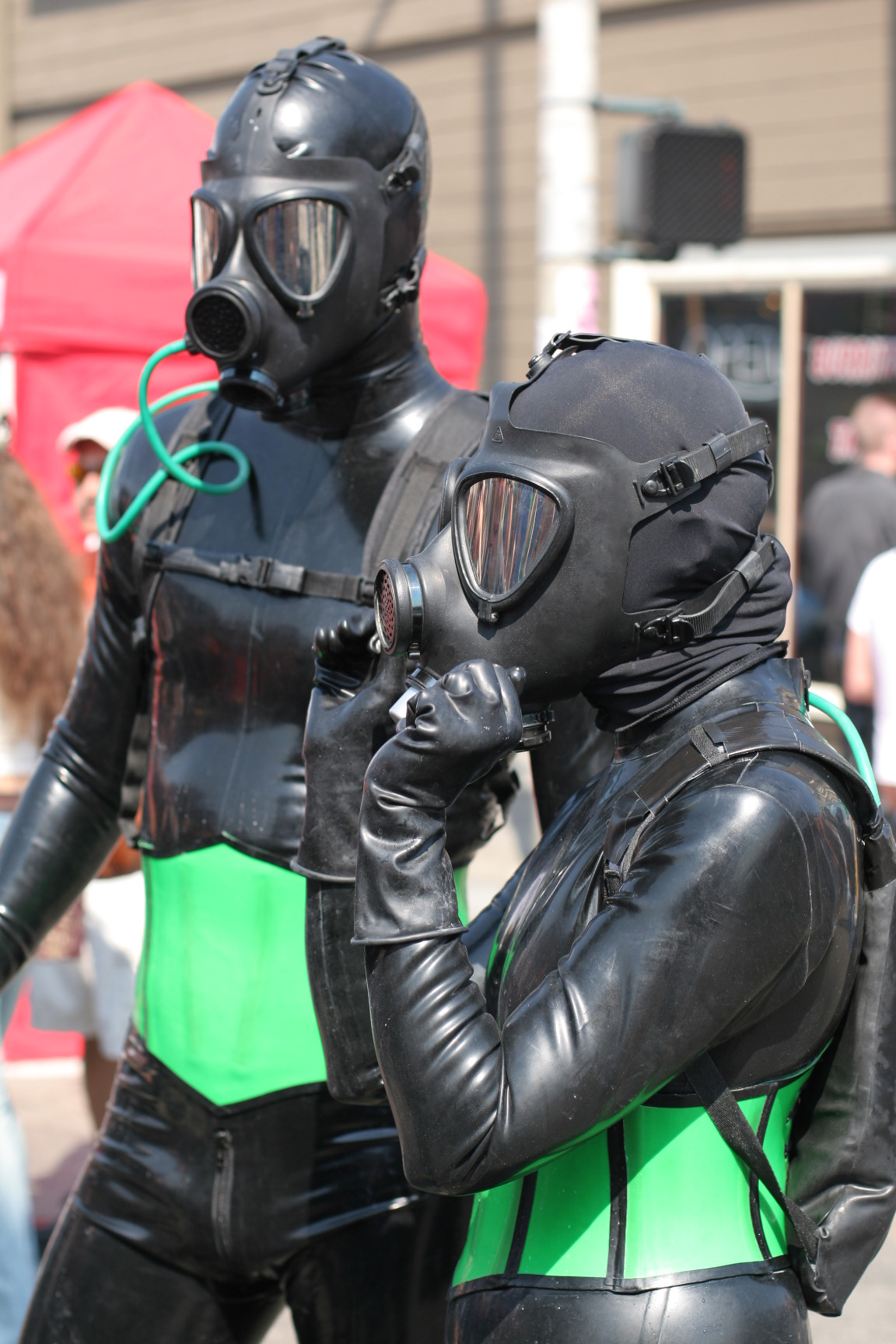
Pessoas usando catsuits e máscaras de gás

O fetichismo por látex, ou fetichismo por PVC, é a atração sexual por pessoas que usam roupas de látex ou, em certos casos, pelas próprias roupas. O fetichismo por PVC está intimamente relacionado ao fetichismo da borracha, sendo que o primeiro refere-se a roupas brilhantes feitas de plástico sintético e o segundo refere-se a roupas feitas de borracha, que geralmente é mais espessa, menos brilhante e mais mate do que o látex. O PVC às vezes é confundido com o couro similarmente brilhante, que também é um material fetiche. Os fetichistas do látex ou da borracha referem-se às vezes como "rubberists". Os rubberists masculinos gays tendem a chamar-se "rubbermen".

## Descrição
Uma razão pela qual látex, o PVC e outros tecidos brilhantes apertados podem ser fetichizados esteja, talvez, no fato de que a peça faz de "segunda pele", atuando como um substituto fetichista para a pele do próprio usuário. Assim, os usuários do látex próximo à pele, roupas apertadas ou de PVC podem ser percebidos pelo observador como estar nus, ou simplesmente revestidos de uma substância brilhante como a pintura. O látex e o PVC também podem ser polidos para de modo a ficarem brilhantes e podem ser produzidos em cores brilhantes, adicionando mais estímulos visuais às sensações físicas produzidas pelo material. O aperto das roupas também podem ser visto como uma espécie de bondage sexual. O cheiro de borracha do látex também provoca excitação a alguns fetichistas de borracha, e essa peça de vestuário é, normalmente, impregnados de produtos químicos para melhorar o odor. Alguns rubberists (fetchistas de boracha) também apreciam a ideia de exibicionismo e/ou fantasiam sobre sair em público usando roupas de fetiche.
Uma razão convincente para o fato de haver pessoas atraídas por usar borracha é a sua capacidade transformadora do material. Como acontece com qualquer traje, um rubberist pode imaginar-se com uma nova identidade, especialmente uma que permite um código de comportamento diferente.

## História
O PVC é um material brilhante que pode ser usado para o vestuário de street wear regular (capas de chuva), trajes hazmat e outras formas de vestuário protector industrial. E assim como o látex, este material se tornou mais conhecido como o material de fetiche nas décadas de 1960 e início de 1970. Durante essa época foram produzidas botas e roupas feitas de PVC e vinil foram, sendo as mesmas usadas em áreas públicas em alguns lugares. E na mídia, o que deu mais destaque ao uso do material foi o programa da TV britânico The Avengers.
Várias casas produtoras de fetiches underground foram lançadas, e publicaram revistas como "Shiny", "Shiny's International", "Rubberist", "Dressing for Pleasure" (ambas publicações posteriormente fundidas), observou a autora de fetiche de borracha Helen Henley e outros deste período de tempo. Designers de moda como Jean Paul Gaultier, Yves Saint Laurent, Pierre Cardin e André Courreges utilizaram PVC em suas coleções. Desde 2010, o PVC tem sido alvo de moda não só para o público feminino, mas também para o público masculino.

## Roupas de Látex
O fetichismo de látex muitas vezes envolve vestir-se com o material, observar parceiros sexuais vestidos com ele ou fantasias sobre usuários de látex próximo à pele ou outras peças de vestuário, como mergulhadores e trabalhadores vestindo roupas de proteção industrial.
As roupas de PVC são vestimentas plásticas com um brilho natural. O vinil é um material mais popular que o látex.
Um estereótipo comum é a imagem de uma dominatrix vestindo uma vestimenta de látex ou de PVC.

## Látex na Moda

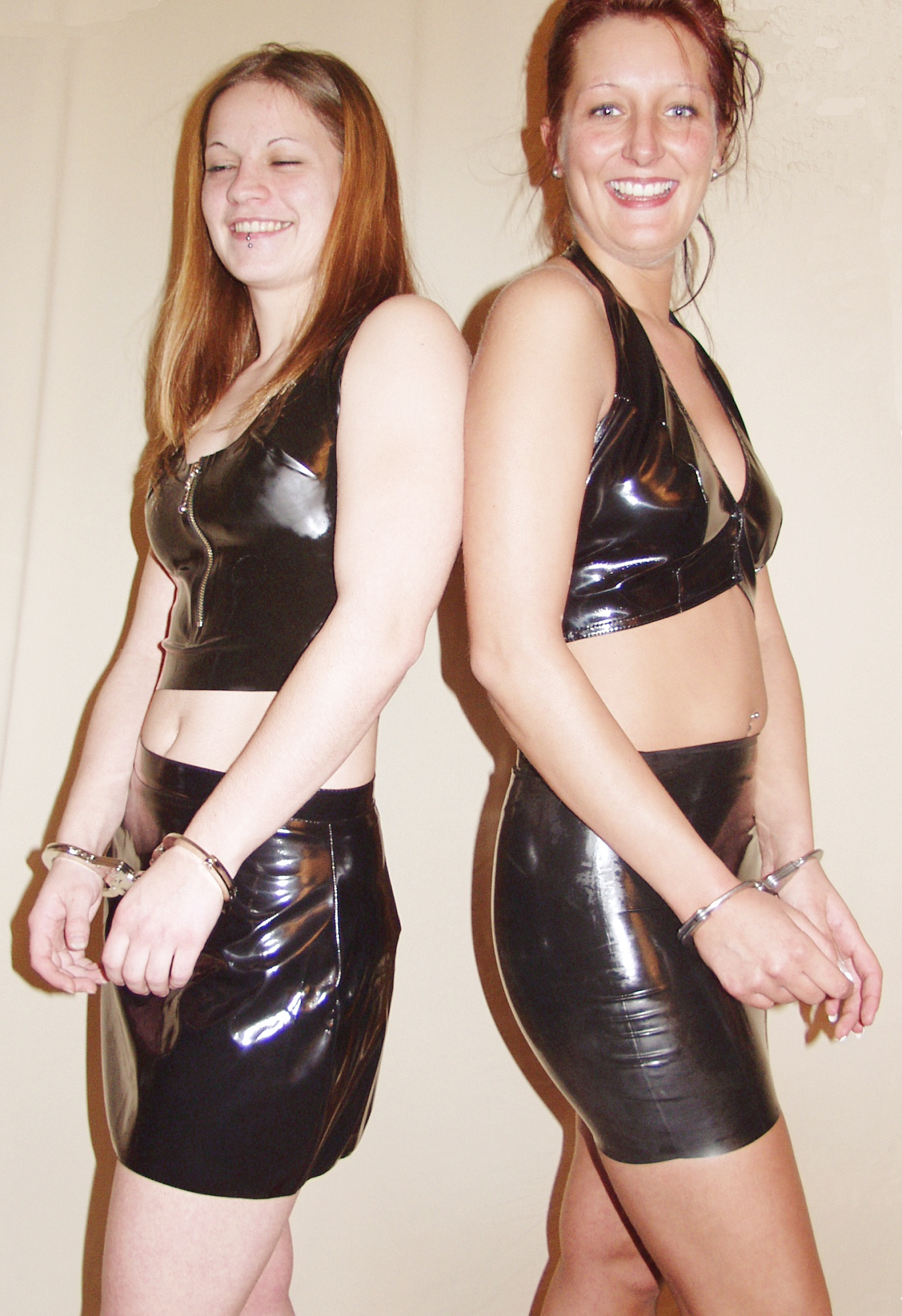
Duas mulheres com algemas e minissaias e tops de látex

O aparecimento da Internet levou a uma popularização do mundo do fetichismo de látex, particularmente com a emergência de fornecedores especializados em sites de vendas, como o eBay, e a popularização de sites comerciais, que oferecem fotos ou vídeos de modelagem de fetiche de látex.
Entre as inúmeras revistas especializadas destinadas a rubberists e a este fetiche estão a AtomAge, a Dressing for Pleasure, Marquis e a Skin Two.

## PVC na Moda
Nos últimos anos, o látex e o PVC têm aparecido na mídia, em filmes como a série de filmes de Batman, Matrix ou Underworld, na série de televisão Alias, alguns clipes de artistas como Britney Spears, Kylie Minogue, Rihanna, Lady Gaga, Avril Lavigne ou Christina Aguilera.
Estilistas como Jean-Paul Gaultier, Yves Saint Laurent, Pierre Cardin e André Courrèges têm usado o PVC em suas coleções. Desde 2010, o PVC tem sido o alvo da moda.